# Thereva fulva
Thereva fulva är en tvåvingeart som först beskrevs av Johann Wilhelm Meigen 1804.  Thereva fulva ingår i släktet Thereva och familjen stilettflugor. Inga underarter finns listade i Catalogue of Life.